# St.-Peter-Straße 10 (Mönchengladbach)

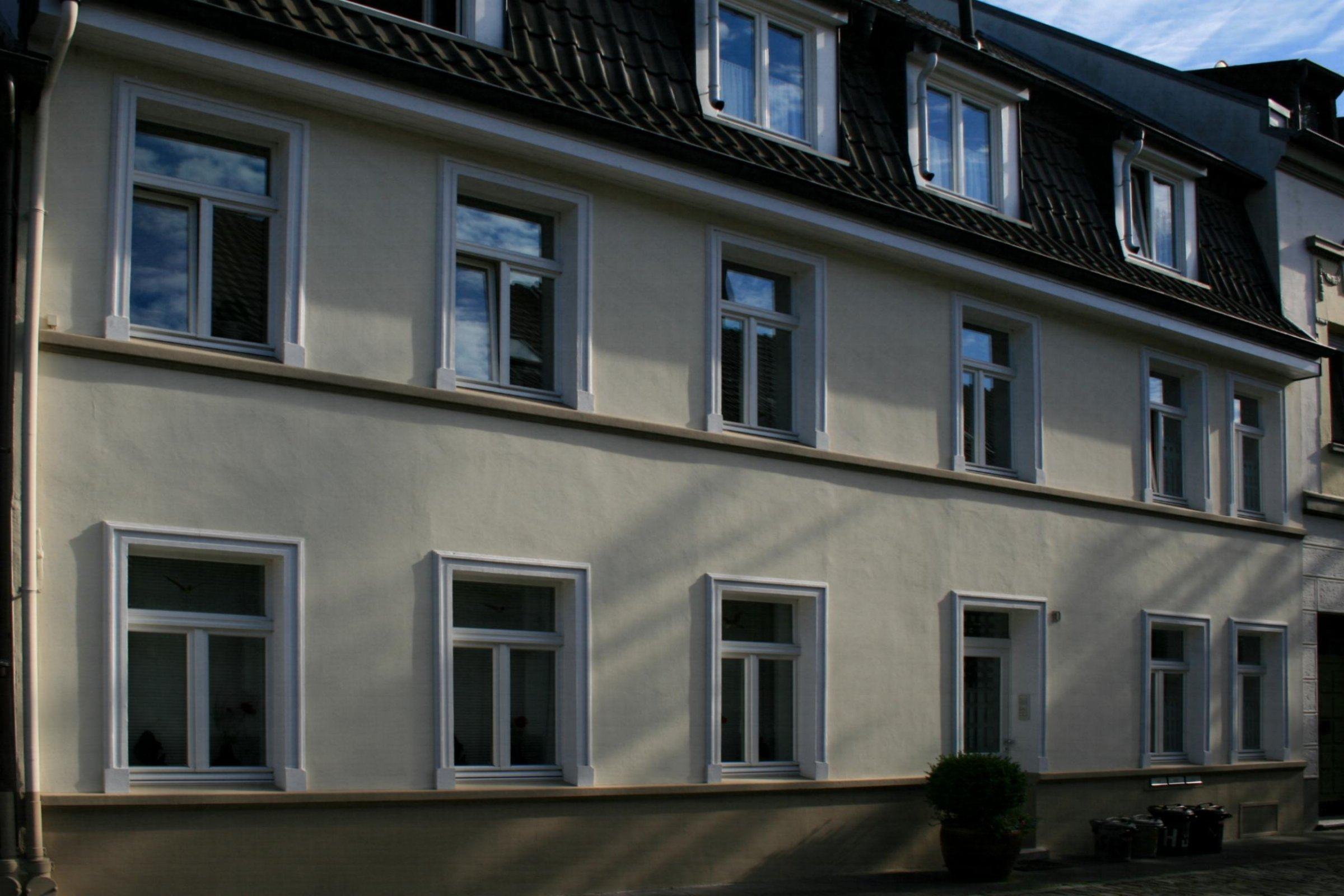
Wohnhaus (2010)

Das Wohnhaus St.-Peter-Straße 10 steht im Stadtteil Rheindahlen in Mönchengladbach (Nordrhein-Westfalen).
Das Gebäude wurde um die Jahrhundertwende erbaut und unter Nr. St 014 am 2. Juni 1987 in die Denkmalliste der Stadt Mönchengladbach eingetragen.

## Lage
Die St.-Peter-Straße liegt im Ortskern von Rheindahlen nahe der Pfarrkirche St. Helena und ist in gemischter Form von Wohnhäusern, ehemaligen Wohn-Stallhäusern und Fachwerkhäusern geprägt. Sie verbindet die Helenastraße mit der Straße „Am Wickrather Tor“.

## Architektur
Das um die Jahrhundertwende entstandene Wohnhaus zeigt sechs Achsen in zwei Geschossen. Ein ausgebautes Mansarddach mit vier Gauben schließt das Gebäude nach oben ab. Das Haus ist eines der in ihrem alten Bestand nahezu unversehrten, dörflich anmutenden Straße und daher aus ortsteilhistorischen und stadtbildnerischen Gründen schützenswert.